# Sohodol
Sohodol (en hongrois : Aranyosszohodol) est une commune du județ d'Alba, Roumanie qui compte 1 729 habitants.
La commune est composée de 31 villages : Băzești, Bilănești, Bobărești, Brădeana, Burzonești, Deoncești, Dilimani, Furduiești, Gura Sohodol, Hoancă, Joldișești, Lazuri, Lehești, Luminești, Medrești, Morărești, Munești, Năpăiești, Nelegești, Nicorești, Peleș, Poiana, Robești, Sebișești, Sicoiești, Sohodol, Surdești, Șimocești, Țoci, Valea Verde et Vlădoșești.

## Démographie
D'après le recensement de 2011, la commune compte 1 729 habitants, en forte baisse par rapport au recensement de 2002 où elle en comptait 2 085.
Lors de ce recensement de 2011, 94,97 % de la population se déclare roumaine, 2,37 % de la population se déclare rom (2,6 % ne déclare pas d'appartenance ethnique).

## Politique
| Période                                  | Période  | Identité                 | Étiquette | Qualité |
| ---------------------------------------- | -------- | ------------------------ | --------- | ------- |
| Les données manquantes sont à compléter. |          |                          |           |         |
| 2012                                     | En cours | Sorin Constantin Corcheș | PNL       |         |

| Parti | Parti                                                 | Sièges |
| ----- | ----------------------------------------------------- | ------ |
|       | Parti national libéral (PNL)                          | 6      |
|       | Parti social-démocrate (PSD)                          | 2      |
|       | M10 (M10)                                             | 1      |
|       | Union nationale pour le progrès de la Roumanie (UNPR) | 1      |
|       | Parti de la Grande Roumanie (PRM)                     | 1      |